# Пиеве Емануеле
Пиѐве Емануѐле (на италиански: Pieve Emanuele, на западноломбардски: la Pièv, ла Пиев) е град и община в Северна Италия, провинция Милано, регион Ломбардия. Разположен е на 97 m надморска височина. Населението на общината е 14 887 души (към 2010 г.).